# Гокасе (река)
Гокасе (яп. 五ヶ瀬川 гокасэгава) — река в Японии на острове Кюсю. Протекает по территории префектур Миядзаки и Кумамото.
Исток реки находится на территории посёлка Гокасе, под горой Мукодзака (или Мукодзака-Яма, высотой 1684 м) на границе между префектурами Миядзаки и Кумамото. Далее она протекает по равнине Набеока, где от неё ответвляется рукав Осе-Гава. После этого Гокасе, объединившись с реками Китагава и Хори-Гава, впадает в море Хюга-Нада в городе Нобеока.
Длина реки составляет 106 км, на территории её бассейна (1820 км²) проживает около 128000 человек.
76,6 % территории бассейна покрыто лесами, 4,5 % — рисовыми полями. 11,3 % покрыто кустарниками, 5,4 % — прочими сельскохозяйственными землями. Уклон реки составляет от 2,80 до 0,47. Согласно японской классификации, Гокасе является рекой первого класса.
Около посёлка Такатихо река течёт в одноимённом узком ущелье, образованном лавовым потоком вулкана Асо и выточенным водой. В ущелье расположен водопад Манаи высотой в 20 м, считающийся одним из 100 красивейших в Японии. Данные места упоминаются в различных синтоистских мифах. Над ущельем расположен храм Амано Ивато, воздвигнутый у входа в пещеру, где, по преданиям, скрылась Аматэрасу, обидевшись на своего брата Сусаноо.
С 1920-х по 1980-е годы в верховьях реки были построены 22 небольшие электростанции суммарной мощностью 138000 кВ.
В рукаве Осе-Гава водится аю, являющаяся объектом рыболовства.